# أنكاريا
الأنكاريا هي جنس من كاسيات البذور في فصيلة الفوية. تضم حوالي 40 نوعًا. تنتشر هذه النباتات في المناطق الاستوائية، ومعظم الأنواع موطنها الأصلي آسيا الاستوائية، وثلاثة أنواع من أفريقيا وحوض البحر الأبيض المتوسط، واثنان من المناطق المدارية الجديدة. تُعرف هذه النباتات بالأسماء الشائعة مثل جامبير ومخلب القط أو أونيا دي جاتو. ويشار إلى الاسمين الأخيرين أيضًا إلى عدة نباتات أخرى. النوع النمطي للجنس هو أنكاريا غيانا.
الجامبير الإندونيسي (U. gambir) هو كرمة استوائية كبيرة بأوراق نموذجية للجنس، تكون متقابلة ويبلغ طولها حوالي 10 سم (3.9 بوصة). يُطلق على النوع الأمريكي الجنوبي أنكاريا تومينتوسا اسم أونيا دي جاتو. إنكاريا سينينسيس شائع في الصين.
سُمي جنس الأنكاريا في عام 1789 من قبل يوهان فون شريبر في كتابه "أنواع النباتات" الطبعة الثامنة (لا يجب الخلط بينه وبين الكتب التي تحمل نفس العنوان من تأليف لينيوس وجوسيو وغيرهم). اسم الجنس مشتق من الكلمة اللاتينية uncus، والتي تعني "خطاف". يشير ذلك إلى الخطافات، المتكونة من فروع مختزلة، التي تستخدمها كروم الأنكاريا للتشبث بالنباتات الأخرى.
الأنكاريا عضو في قبيلة نَوْكَلِيَات، لكن موقعها داخل هذه القبيلة لا يزال غير محدد.

## الوصف
عارشة خشبية؛ تتسلق بواسطة خطافات تتشكل من فروع متضائلة ومعدلة. أذنة زائدة سليمة أو ثنائية الفص. النورات على شكل رؤوس مدمجة في نهايات فروع أفقية متضائلة للغاية. فصوص التويج بدون زوائد. البذور ذات جناح طويل في كل طرف، والجناح السفلي مشقوق عميقًا.

## الأنواع

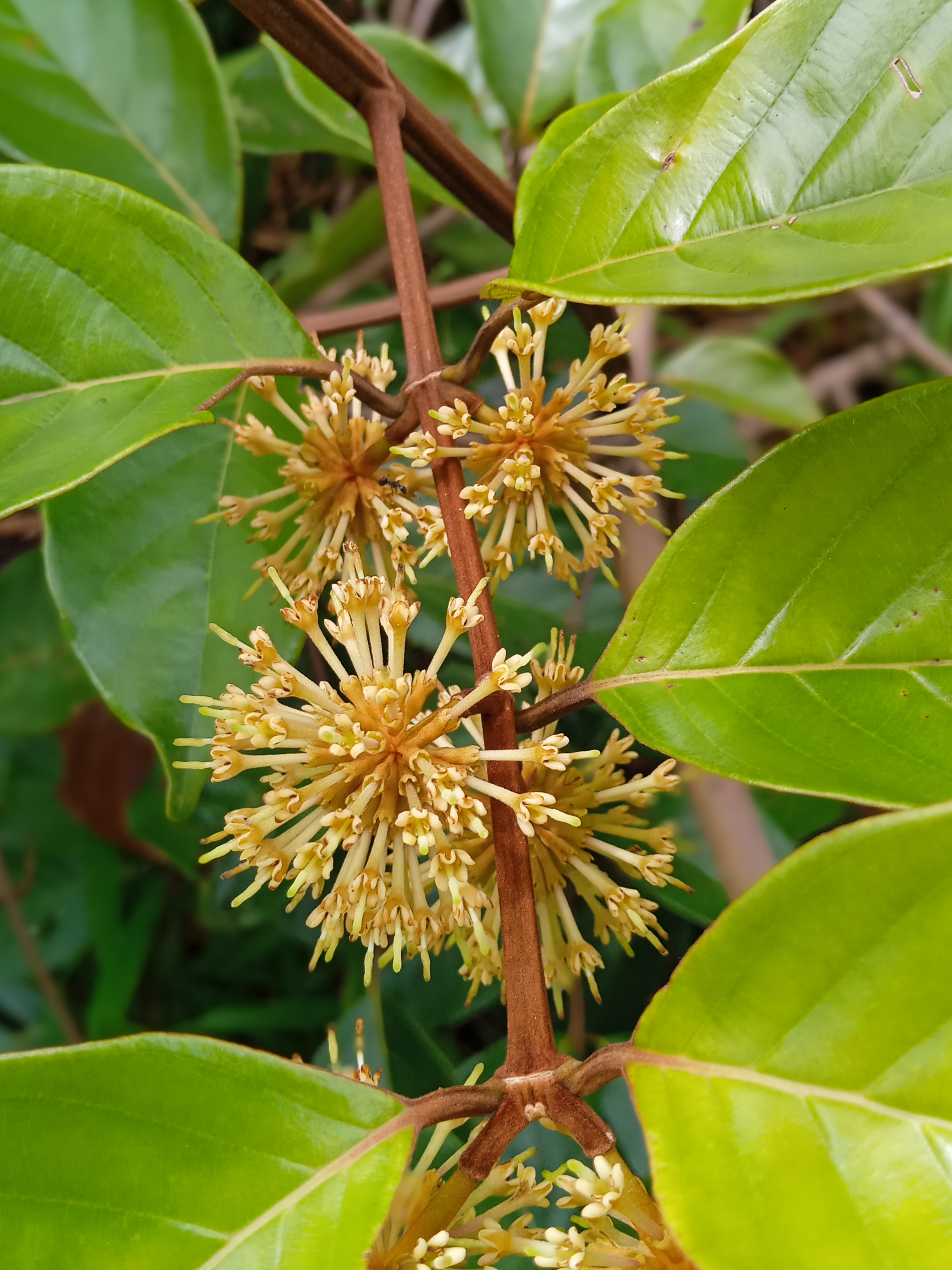
إنكاريا هيرسوتا

اعتبارًا من مارس 2023، وافق موقع نباتات العالم على الإنترنت على الأنواع التالية:
- أنكاريا اسيدا [الإنجليزية]، (دبليو هنتر) روكسب.
- أنكاريا إهليلجية [الإنجليزية]، ر. ب.ر. السابق ج. دون.
- أنكاريا جامبير [الإنجليزية]، (دبليو هنتر) روكسب.
- أنكاريا جويانينسيس [الإنجليزية]، (أوبل) جي إف جيميل.
- أنكاريا بيروتيتي [الإنجليزية]، (أ. ريتش) مير.
- أنكاريا رينشوفيلا [الإنجليزية]، (ميك.) ميك.
- أنكاريا تومينتوسا، (ويلد. إكس شولت.) دي سي.
- إنكاريا أفريكانا، جي دون.
- أنكاريا أنجولينسيس، (هافيل) ويلو. القفص السابق. & دالزيل.
- أنكاريا أتينواتا، كورث.

## الاستخدامات
لاحظ الدبلوماسي إدموند روبرتس، خلال زيارته للصين في ثلاثينيات القرن التاسع عشر، أن الصينيين كانوا يستخدمون نبات أنكاريا جامبير للدباغة، كما لاحظ أن نبات أنكاريا جامبير يجعل "الجلد مساميًا ومتعفنًا". كما لاحظ أيضًا أن الصينيين كانوا يمضغونه مع جوز اريكا. يحتوي مستخلص النبات على حوالي 150 مادة كيميائية نباتية حُددت، بما في ذلك الكاتيشين والبروأنتوسيانيدين وديمرات الكالكون-فلافانولات، والتي تسمى جامبيريين. يستخدم مخلب القط (أنكاريا تومينتوسا) وأنواع أنكاريا الصينية في الطب التقليدي، على الرغم من عدم وجود أدلة سريرية عالية الجودة على وجود أي خصائص طبية لها.

## الآثار الضارة
على الرغم من أن مخلب القط يبدو آمنًا للاستخدام البشري بجرعات أقل من 350 ملليغرام يوميًا لمدة 6 أسابيع، إلا أن آثاره الجانبية قد تشمل الغثيان والإسهال واضطراب المعدة وزيادة خطر النزيف إذا اُستخدم مع أدوية سيولة الدم.